# Nous avec l'Italie
Nous avec l’Italie (italien : Noi con l'Italia, abrégé en NcI) est un parti politique italien de centre droit, libéral-conservateur, dirigé par Maurizio Lupi.
À sa création, il s'agit d'une coalition de partis politiques du centre-droit, principalement démocrate-chrétien et libéral-conservateur. La coalition est souvent mentionnée comme Nous avec l’Italie-UDC,, pour insister sur le poids spécifique de l’Union de centre (Unione di Centro, UdC). Les principaux dirigeants de NcI sont Raffaele Fitto (président, qui dirigeait Direzione Italia), Francesco Saverio Romano (vice-président, chef de file du Chantier populaire), Maurizio Lupi (coordinateur, ancien chef de l’Alternative populaire), Enrico Costa (son principal promoteur) et Lorenzo Cesa (chef de l’UdC).
La coalition fait partie de la coalition de centre droit aux élections générales du 4 mars 2018. Le parti représente l’aile centriste de la coalition et promeut donc Silvio Berlusconi ou un candidat centriste en tant que président du Conseil. Mais n'atteignant pas le seuil de 3 %, avec 1,3 % à la Chambre et 1,18 % au Sénat, la coalition perd tout parlementaire (alors qu'elle détenait 15 députés dans le groupe Nous avec l'Italie-Choix civique-MAIE, et 16 au sein du groupe mixte dont 10 Direzione Italia et 6 UdC-Idea).
Le 8 juillet 2021, la coalition devient un parti à part entière dont la première assemblée se tient à Rome.

## Création
Dans la perspective des élections générales de 2018, un débat s’est formé concernant la création éventuelle d’une « quatrième jambe » à la coalition de centre droit, comprenant alors Forza Italia (FI), la Ligue du Nord (LN) et les Frères d’Italie (FdI). Tout a commencé quand Enrico Costa, dissident de Forza Italia, ministre du gouvernement de centre gauche de Paolo Gentiloni  a démissionné de son poste et a quitté  de son parti, l’Alternative Populaire (AP),,, afin de former un "centre libéral" allié avec FI. À l’origine, la Fédération de la liberté (it) (FdL), un groupe parlementaire au Sénat lancé par Identité et action (IDeA), a été considéré comme l’embryon de cette "quatrième jambe",,,.
Le 19 décembre 2017, Nous avec l’Italie a été créée par un groupe de dissidents de l’Alternative populaire dirigés par Maurizio Lupi, d’autres anciens membres de l’AP proche d’Enrico Costa, Direzione Italia, Choix civique pour l'Italie (SC), de Fare!, Chantier populaire (CP) et le Mouvement pour les autonomies (MpA). D’autres partis de centre-droit, notamment IDeA, ont choisi de ne pas y adhérer,.
Le 29 décembre 2017, NcI a signé un pacte avec l’Union de centre (UdC),,. Le 5 janvier 2018, c’est au tour de IDeA, qui a été convaincu de rejoindre ce groupement par la mise en valeur du caractère fédéral et l’identité démocrate-chrétienne de NcI,. Le 11 janvier, le nouveau logo de NcI, contenant également le symbole de l’UdC, a été dévoilé,.

## Fin de la coalition en 2018
Le 16 mars 2018, l’Union de centre de Lorenzo Cesa met fin à l’alliance avec NcI, en vue de s’allier avec Forza Italia.
Le 6 décembre 2018, la composante Direzione Italia de Fitto quitte à son tour l’alliance pour se rapprocher de Frères d’Italie en vue des européennes.
Le 14 février 2019, la composante du Parti populaire européen de NcI adhère à l’appel de Silvio Berlusconi pour le projet de "L'altra Italia" en vue des élections européennes. En mars 2019, Fitto rappelle que le 5 décembre 2018, avait été déclarée comme terminée l’expérience de ce parti et il interdit à Lupi et à Romano d’utiliser à l’avenir le symbole du parti.

## Composition

### Membres fondateurs
| Partis                                 | Idéologie principale  | Dirigeant                |
| -------------------------------------- | --------------------- | ------------------------ |
| Direction Italie                       | Libéral-conservatisme | Raffaele Fitto           |
| Choix civique pour l'Italie            | Libéralisme           | Enrico Zanetti           |
| Agir!                                  | Libéralisme           | Flavio Tosi              |
| Chantier populaire                     | Démocratie chrétienne | Francesco Saverio Romano |
| Mouvement pour les autonomies          | Régionalisme          | Raffaele Lombardo        |
| Indépendants (anciens membres de l’AP) | Démocratie chrétienne | Maurizio Lupi            |
| Indépendants (anciens membres de l’AP) | Libéralisme           | Enrico Costa             |

### Autres membres
| Parti                              | Idéologie principale  | Dirigeant             |
| ---------------------------------- | --------------------- | --------------------- |
| Union de centre                    | Démocratie chrétienne | Lorenzo Cesa          |
| Identité et action                 | Démocratie chrétienne | Gaetano Quagliariello |
| Nouveaux Chrétiens démocrates unis | Démocratie chrétienne | Mario Tassone         |

## Résultats électoraux

### Parlement italien
Ces résultats sont joints avec ceux de l'Union de centre.
Ils correspondent à 4 députés tous de NcI et à 3 sénateurs de l'UdC et 1 de Idea.
| Chambre des Députés |         |      |         |     |                |
| Élection            | Voix    | %    | Sièges  | +/– | Dirigeant      |
| 2018                | 428 298 | 1,30 | 4 / 630 | –   | Raffaele Fitto |

| Sénat de la République |         |      |         |     |                |
| Élection               | Voix    | %    | Sièges  | +/– | Dirigeant      |
| 2018                   | 361 737 | 1,18 | 4 / 315 | –   | Raffaele Fitto |

À la Chambre, les 4 députés, tous NcI, adhérent au groupe mixte. Au Sénat, 3 sénateurs UDC et 1 sénateur IdeA, adhérent au groupe Forza Italia.